# Hamadi Jebali
Hamadi Jebali (arabsky حمادي الجبالي‎; * 12. ledna 1949) je tuniský inženýr, islámský politik a novinář, od prosince 2011 do března 2013 tuniský předseda vlády. Byl generálním tajemníkem umírněné islamistické strany
Ennahda, kterou v prosinci 2014 opustil kvůli účasti v prezidentských volbách.

## Původ, vzdělání, kariéra
Narodil se v roce 1949 v Súse, vystudoval strojařinu na Univerzitě v Tunisu a pokračoval Paříži studiem fotovoltaiky. Jako odborník na sluneční a větrnou energii založil v Sousse vlastní podnik.

## Politika a žurnalistika
V roce 1981 se zapojil do tuniského islamistického hnutí, které se tehdy nazvalo Hnutí islámské tendence. Byl ředitelem a šéfredaktorem týdeníku Al-Fajr, bývalého týdeníku islámské strany Ennahda. Kromě toho byl dlouhou dobu členem výkonné rady strany a zůstává generálním tajemníkem Ennahdy.

## Trestní stíhání a uvěznění
V květnu 1992 vláda oznámila, že odhalila plány státního převratu, který Ennahda připravovala. Úřadující prezident Zín Abidín bin Alí měl být zabit a v zemi nastolen islámský stát. V srpnu 1992 byl Jebali spolu se 170 sympatizanty Ennahdy obviněn z „pokusu o převrat“. Jebali se hájil, že o plánech převratu neměl ponětí, tvrdil, že byl mučen a stopy mučení ukázal. Pozorovatelé Human Rights Watch proces označili za nespravedlivý, Amnesty International Jebaliho prohlásila vězněm svědomí. Přesto byl 28. srpna 1992 odsouzen k šestnácti letům vězení za „příslušnost k ilegální organizaci“ a za „pokus o změnu zákonného státního zřízení“. Odvolací soud trest potvrdil.
Podmínky ve vězení byly tvrdé. Z patnácti let strávil více než deset na samotce. Kvůli podmínkám ve vězení opakovaně držel hladovku, každý z protestů trval 36 dní. V únoru 2006, u příležitosti 50. výročí nezávislosti Tuniska, byl podmíněně propuštěn.

## Předsedou vlády

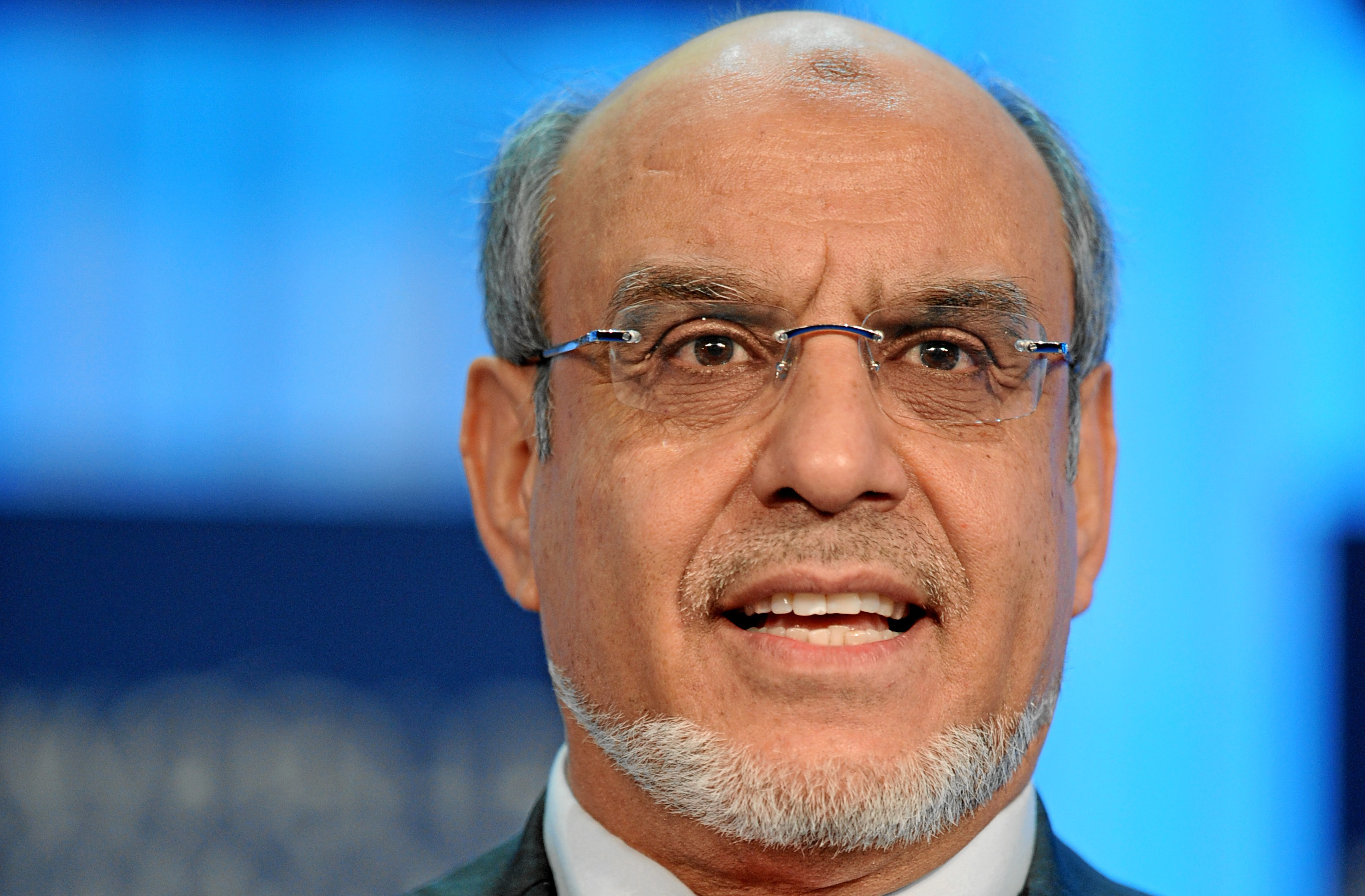
Jebali na Světovém ekonomickém fóru 2012

Po Tuniské revoluci byla Ennahda v lednu 2011 legalizována. Jebali poté vystupoval na veřejnosti coby generální tajemník a mluvčí strany. Na pozvání Center for the Study of Islam and Democracy navštívil v květnu 2011 Washington, kde se také setkal s americkými senátory Johnem McCainem a Joe Liebermanem.
Následně, po úspěchu Ennahdy ve volbách do Ústavodárného shromáždění, jej strana 23. října 2011 nominovala coby kandidáta na funkci ministerského předsedy. Jebali byl pokládán za zastánce proreformního křídla ve straně. Prozatímní prezident Munsif Marzúkí jej 14. prosince 2011 do funkce jmenoval. Svůj vládní kabinet představil 20. prosince.